# Сан-Жиан
Сан-Жиан (порт. São Gião) — район (фрегезия) в Португалии, входит в округ Коимбра. Является составной частью муниципалитета Оливейра-ду-Ошпитал. По старому административному делению входил в провинцию Бейра-Алта. Входит в экономико-статистический субрегион Пиньял-Интериор-Норте, который входит в Центральный регион. Население составляет 574 человека на 2001 год. Занимает площадь 14,19 км².
Покровителем района считается Святой Юлиан (порт. São Julião).

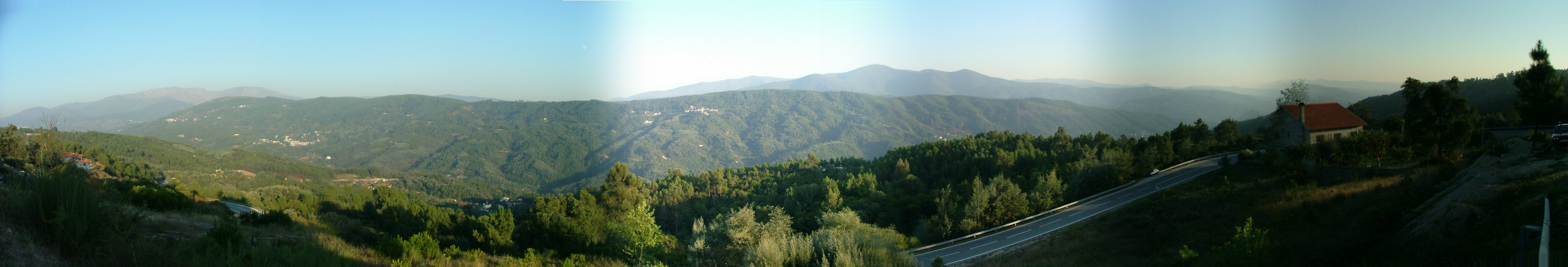